# Falsocorynetes diversipes
Falsocorynetes diversipes is een keversoort uit de familie mierkevers (Cleridae). De wetenschappelijke naam van de soort is voor het eerst geldig gepubliceerd in 1928 door Pic.